# Sikosaari (ö i Päijänne-Tavastland, Lahtis, lat 61,43, long 26,16)
Sikosaari är en ö i Finland. Den ligger i sjön Salajärvi och i kommunen Gustav Adolfs i den ekonomiska regionen  Lahtis ekonomiska region  och landskapet Päijänne-Tavastland, i den södra delen av landet, 150 km norr om huvudstaden Helsingfors. Öns area är 24,1 hektar och dess största längd är 0,9 kilometer i sydväst-nordöstlig riktning.